# Annalee Newitz
Annalee Newitz (n. 9 mai 1969, Irvine, California, SUA) este o jurnalistă americană și scriitoare de ficțiune speculativă. Ca jurnalistă este specializată în impactul cultural al științei si tehnologiei.
Romanul ei de debut, Autonom, a fost nominalizat la premiile Nebula, John W. Campbell Memorial și Locus. A câștigat premiul literar Lambda în 2018.
Povestirea „When Robot and Crow Saved East St. Louis” a primit premiul Theodore Sturgeon în 2019.

## Lucrări scrise
A publicat lucrări în reviste ca Popular Science, Wired, Salon.com, New Scientist, Metro Silicon Valley, San Francisco Bay Guardian, sau AlterNet.  Alte lucrări ale sale sunt:

### Romane
- Autonomous (Tor Books, septembrie 2017)
- The Future of Another Timeline (Tor Books, 2019) [15]
- The Terraformers (Tor Books, 2021)[15]

### Povestiri
- "The Great Oxygen Race", revista Hilobrow, 2010
- "The Gravity Fetishist", Flurb, 2010
- "Twilight of the Eco-Terrorist", Apex Magazine, 2011
- "Unclaimed", Shimmer Magazine, issue 18, 2014
- "Drones Don't Kill People", Lightspeed Magazine, nr. 54, 2014
- "All Natural Organic Microbes", MIT's Twelve Tomorrows, 2016
- "Birth of the Ant Rights Movement", Ars Technica UK, 2016
- "The Blue Fairy's Manifesto", Robots vs. Fairies, ed. de Dominik Parisien și Navah Wolfe, 2018
- "When Robot and Crow Saved East St. Louis", Slate, 2018.

### Non-fiction
- White Trash: Race and Class in America. Routledge Press. 1997. ISBN 978-1135204495. Editată împreună cu Matt Wray
- The Bad Subjects Anthology. New York University Press. 1998. ISBN 978-0814757925.
- Pretend We're Dead: Capitalist Monsters in American Pop Culture. Duke University Press. 2006. ISBN 978-0822337454.
- She's Such a Geek: Women Write About Science, Technology, and Other Nerdy Stuff. Seal Press. 2006. ISBN 978-1580051903. Editată împreună cu Charlie Anders.
- Scatter, Adapt, and Remember: How Humans Will Survive a Mass Extinction. Doubleday. 2013. ISBN 978-0385535922.
- „Two Scenarios for the Future of Solar Energy”. Hieroglyph: Stories and Visions for a Better Future. William Morrow. 2014. ISBN 978-0062204707. Editată împreună cu Kathryn Cramer și Ed Finn.
- „California Futures: Imagining California's Future in the Pacific world”. Boom: A Journal of California. 5 (1): 106–116. martie 2015. doi:10.1525/boom.2015.5.1.106.
- „Great Female Scientists in History”. Particulates. Dia Art Foundation. 2018. Editată de Nalo Hopkinson.
- „This changes everything”. Views. New Scientist. 244 (3260): 24. 14 decembrie 2019.
- Four Lost Cities: A Secret History of the Urban Age. Norton. 2021. ISBN 978-0393652673.[16]